# Bréols
 (mai 2016).
Bréols est un artiste de music-hall et un acteur français, né Pierre Joseph Hippolyte Brun à Marseille le 12 août 1905 et mort à Allauch le 20 décembre 1988 . Il est enterré à Marseille dans le cimetière Saint-Pierre.
Il est le père de Jean Brun, peintre aquarelliste.

## Biographie
Adolescent, il se singularisait déjà dans le burlesque, comme l'attestent des photographies de l'époque.  A 19 ans, il est lauréat du grand prix des comiques de l'Artistica, ce qui est confirmé dans ce périodique du 12 mai 1925 avec le portrait de son image « le comique Bréols, grand premier prix des comiques de notre championnat de 1924, s'est fait applaudir au « Gyptis Cinéma » puis au Chalet de l'Hermitage, en intermède ». Figure également sur la même première page Esther Lekain (la reine des diseuses), dans une caricature de Maurice Cam. Un programme du 8 avril 1925, présente « Bréols comique », de la même taille que Fernandel comique troupier. En plus de Marseille, il se produit rapidement sur les autres scènes des villes des Bouches-du-Rhône, puis à partir des années 1930, du Var et du Gard, surtout à Toulon et à Nîmes. On le retrouve sur une affiche du 10 mars 1934 à Aix-en-Provence à côté de l'acteur marseillais Rellys; Il est désormais dénommé le « désopilant comique de l'Alcazar » dans un concert du 14 aout 1932 jusqu'en 1939, totalisant cette année-là, 512 concerts sous les feux de la rampe. À la Libération, l'affiche de Bréols est composée et imprimée par le grand Obrad Nicolitch (facture de ce dernier du 31-10-1945)[réf. nécessaire]. Il joue comme vedette américaine avec Marguerite Chabert dans la revue Hello Marseille dont Reda Caire est la vedette. En outre il chante de nouveau à Toulon puis Hyères, Briançon, Nîmes, Montpellier, Valence, en haut de l'affiche ou en vedette américaine. Entre deux tournage de film, il s'impose alors, en outre, dans le Vaucluse à Avignon, Sorgues, Cavaillon, avec un répertoire ébauché sur les annonces de presse comme La Belle de Cadix, Les Ongles en deuil, Maître Patelin, parodies qu'il écrivait et chantait, avec une belle voix, entre deux blagues dites rapidement.
Outre les concerts il se produit seul, tenant la scène pendant 45 à 50 minutes ou précédant une vedette de l'époque comme Rudy Hirigoyen à Nîmes le 1er juin 1951, à Sète comme « étoile de l'Alcazar de Marseille » avec Marie Josée. C'est essentiellement dans le Vaucluse  qu'il continue de s'imposer en vedette ou américaine, par exemple avec Pierre Malar. Il est parfois cité seul sur les affiches avec la mention « à la demande générale, le grand comique Bréols ». Sa présence sur scène  totalise depuis ses débuts près de 1 400 apparitions en concerts. En 1962 devant l'avènement du show business, il décide d'arrêter sa carrière sur les planches. Les informations indiquées ci-dessus proviennent des documents originaux archivés, vérifiables sous demande, de la collection appartenant à Jean Brun, fils de Pierre Brun dit « Bréols ».
À partir de 1946, il avait amorcé également une carrière d'acteur de cinéma dans des rôles de diverses importances, qui lui ont permis de donner la réplique aux grands du cinéma français dans une trentaine de films. Tino Rossi, Madeleine Robinson, Paul Meurisse, Françoise Arnould, Robert Lamoureux, Henry Vidal, Nicole Courcel, Jacqueline Pagnol. Mais aussi Pierre Fresnay dans La Route Napoléon. Il a joué ses principaux rôles, successivement avec Bernard Blier dans L'École buissonnière, Jean Gabin dans Le Cas du docteur Laurent, deux films de Jean-Paul Le Chanois. Plusieurs autres avec son ami Fernandel. Enfin avec Marina Vlady, Odile Versois et Robert Hossein dans Toi le venin. Sans oublier ses prestations dans les deux derniers films de Marcel Pagnol, Manon des sources, où Pagnol approuve la modification de son texte par Bréols, et enfin Les Lettres de mon moulin.

## Citations
« Pierre Malar remporta un assez beau succès et de toute façon, il venait après un extraordinaire Bréols qui chanta des parodies et raconta des histoires qui eurent le don de déchainer l'hilarité des spectateurs. Bréols est un Marseillais comme on en fait plus, son allure, son accent, ses gestes, tout en lui qu'il est l'un des derniers d'une génération qui a imposé Marseille à Paris et qui a fait admettre universellement un type de Marseillais, tel qu'il n'existe pas, même sur le Vieux-Port. »

— Le Provençal, 7 décembre 1960

« Bréols était le Stan Laurel marseillais. Irrésistiblement drôle, ses parodies et ses blagues dites à cent à l'heure laissaient le public pantois d'admiration. Quel virtuose! Il tenait la scène pendant trois-quart d'heure et le récital terminé c'était une ovation qui soulevait la salle. »

— Gabriel Chakkra, le Méridional, 22 décembre 1988

## Filmographie
- 1946 : Au pays des cigales de Maurice Cam
- 1946 : Le Gardian de Jean de Marguenat
- 1946 : La Grande Maguet de Roger Richebé
- 1946 : Rumeurs de Jacques Daroy
- 1946 : Une belle garce de Jacques Daroy
- 1948 : L'École buissonnière de Jean-Paul Le Chanois
- 1949 : La Belle que voilà de Jean-Paul Le Chanois
- 1949 : Le Radar conjugal de Willy Rozier (court métrage)
- 1950 : Le Bagnard de Willy Rozier
- 1950 : Meurtres ? de Richard Pottier
- 1950 : La Rosière de Gonfaron de Willy Rozier (court métrage)
- 1951 : Porte d'Orient de Jacques Daroy
- 1952 : Le Club des 400 coups de Jacques Daroy
- 1952 : Manon des sources de Marcel Pagnol
- 1952 : Le Fruit défendu d'Henri Verneuil
- 1953 : Le Village magique de Jean-Paul Le Chanois
- 1953 : Carnaval d'Henri Verneuil
- 1954 : Les Lettres de mon moulin de Marcel Pagnol
- 1953 : La Route Napoléon de Jean Delannoy
- 1954 : Le Mouton à cinq pattes d'Henri Verneuil
- 1954 : C'est la vie parisienne d'Alfred Rode
- 1954 : Le Tournant dangereux de Robert Bibal
- 1955 : À toi de jouer Callaghan de Willy Rozier
- 1956 : Le Cas du docteur Laurent de Jean-Paul Le Chanois
- 1957 : Le Chômeur de Clochemerle de Jean Boyer
- 1957 : La Blonde des tropiques d'André Roy
- 1957 : Le Tombeur de René Delacroix
- 1958 : Toi, le venin de Robert Hossein